# Katthavet
Katthavet este o arie protejată (arie specială de conservare — SAC, sit de importanță comunitară — SCI) din Suedia întinsă pe o suprafață de 7,9 ha, integral pe uscat.

## Localizare
Centrul sitului Katthavet este situat la coordonatele 60°07′44″N 18°46′30″E / 60.1288°N 18.775°E.

## Înființare
Situl Katthavet a fost declarat sit de importanță comunitară în iunie 2001 pentru a proteja 1 specie de plante. Situl a fost protejat și ca arie specială de conservare în martie 2011.

## Biodiversitate
Situată în ecoregiunile boreală și marină baltică, aria protejată conține 5 habitate naturale: Pășuni de coastă din Baltica boreală, Pășuni din zone de pădure fino-scandinave, Lagune de coastă, Roci stâncoase cu vegetație pionieră de Sedo-Scleranthion sau Sedo albi-Veronicion dillenii, Pajiști cu Molinia pe soluri calcaroase, turboase sau argilos-nămoloase (Molinion caeruleae).
La baza desemnării sitului se află o specie protejată de  plante: Saxifraga osloensis.